# Melissa Farley
Melissa Farley Ph.D. (1942) és una psicòloga clínica nord-americana, investigadora i feminista en contra de la pornografia i la prostitució. Farley és coneguda pels seus estudis sobre els efectes de la prostitució, tràfic de persones i violència sexual. És fundadora i directora de l'organització Prostitution Research and Education a San Francisco, Estats Units.

## Carrera
Farley exerceix de psicòloga clínica des de fa 45 anys. Ha treballat per a agències, governs, centres mèdics i defensors de les dones en prostitució i víctimes de tràfic de persones. Aquests grups inclouen l'Organització de les Nacions Unides, el Medical Examining Board de Califòrnia, el Departament d'Estat dels Estats Units, el Centre d'Estudis Indígenes del Món (CWIS), la Minnesota Indian Women's Sexual Assault Coalition, Refuge House, Breaking Free, Veronica's Voice i el Cambodian Women's Crisi Center. Farley té 50 publicacions en el camp de violència contra les dones (la majoria sobre la prostitució), la pornografia i el tràfic de dones. La seva recerca ha estat utilitzada per governs a Sud-àfrica, Canadà, França, Nova Zelanda, Ghana, Escòcia, Suècia, el Regne Unit i els Estats Units per desenvolupar educació i polítiques sobre la prostitució i tràfic humà.

### Recerca

#### Dones en prostitució
Des de 1993, Farley ha investigat la prostitució i tràfic en 14 països. Ha publicat diversos estudis sobre dones prostituïdes en els quals va trobar altes taxes de violència i trastorn d'estrès postraumátic en el comerç de sexe.
En un article de 2003 resumeix la recerca de la prostitució en nou països (Canadà, Colòmbia, Alemanya, Mèxic, Sud-àfrica, Tailàndia, Turquia, els EUA i Zàmbia), Farley i uns altres van entrevistar a 854 persones (782 dones i noies, 44 persones transgènere i 28 homes) actualment en prostitució o havent-la abandonat recentment. Basant-se en entrevistes i qüestionaris, els autors de l'article van informar d'alts índexs de violència i estrès postraumàtic: el 71% de les enquestades havien estat agredides físicament quan exercien la prostitució, el 63% havien estat violades i el 68% complien els criteris de diagnòstic del trastorn d'estrès postraumàtic. El 89% van afirmar voler deixar la prostitució però no els era possible.
En aquest estudi de 2004, Farley i els seus coautors mantenen que certs mites sobre la prostitució contradiuen les dades empíriques. Segons els autors, aquests mites inclouen la idea que la prostitució al carrer és pitjor que la prostitució en altres llocs, que la prostitució masculina difereix qualitativament de la femenina, que les dones participen en la prostitució voluntàriament, que la majoria de les prostitutes són addictes a les drogues, que existeix una diferència qualitativa entre prostitució i tràfic de persones, i que legalitzar o decriminalizar la prostitució reduiria els danys.
L'any 2007, Farley va publicar un llibre sobre la prostitució i tràfic de persones a Nevada, basant-se en una recerca per a l'Oficina de Tràfic de Persones del Departament d'Estat dels EUA, Farley va concloure que, encara que Nevada té bordells legals, el 90% de la prostitució era il·legal, sovint a Las Vegas una important destinació per al tràfic de persones. El 81% de les 45 dones en prostitució en bordells legals volien fugir de la prostitució, però no els era possible.

#### Homes que compren sexe
Farley ha estat coautora d'una sèrie d'estudis sobre els homes que compren sexe. En l'estudi de 2015, publicat a la revista Journal of Interpersonal Violence, va concloure que els compradors de sexe comparteixen moltes similituds amb altres homes que utilitzen la coerció sexual. Les actituds i comportaments de reïficació i deshumanització cap a les dones en prostitució (i dones en general) eren comunes entre els compradors de sexe, però no entre els homes que trien no comprar sexe.

### Prostitution Research and Education
Farley és fundadora i directora de Prostitution Research and Education, una organització sense ànim de lucre dedicada a la recerca sobre prostitució, pornografia i tràfic de persones. Ofereix educació i consultes per a altres investigadors, supervivents i educació d'ofertes i consulta a altres investigadors, supervivents, el públics i responsables polítics. El seu objectiu és l'abolició de la institució de la prostitució, alhora que oferir alternatives al tràfic i la prostitució, incloent atenció mèdica i emocional per a dones en prostitució.

## Activisme
Melissa Farley dona suport al model legal nòrdic sobre la prostitució, avui vigent a Suècia, Noruega, Islàndia, Irlanda del Nord, França i Irlanda. El model nòrdic decriminaliza a les dones, homes i transgènere en prostitució, però criminalitza a aquells que els exploten: compradors de sexe i proxenetes. També ofereix suport i serveis de sortida per a aquelles que escapen de la prostitució.
Durant els anys 1980, abans del seu inici en la recerca sobre la prostitució, Farley va exercir la desobediència civil juntament amb Nikki Craft i uns altres com a protesta contra imatges en la pornografia que mostraven dones sent violades, torturades i assassinades. Farley va ser detinguda 13 vegades en nou estats per les seves accions. El març de 2007, va atestar en les audiències de Kink.com sobre la compra del San Francisco Armory, comparant les imatges de la companyia a les de l'abús de presoners a Abu Ghraib.